# Tragedies (musikalbum)
Tragedies är det första studioalbumet med det norska Funeral doom metal/death metal-bandet Funeral. Albumet släpptes 1995 av skivbolaget Arctic Serenades.

## Låtlista
1. "Taarene" – 12:25
2. "Under Ebony Shades" – 13:32
3. "Demise" – 8:43
4. "When Nightfall Clasps" – 14:20
5. "Moment in Black" – 9:39

## Medverkande
Musiker (Funeral-medlemmar)
- Toril Snyen – sång
- Anders Eek – trummor
- Thomas Angell – gitarr
- Christian Loos – gitarr
- Einar Andre Fredriksen – basgitarr, growl

Bidragande musiker
- Herman – violin (spår 5)
- Jorgen – orgel, timpani
- Steffen Lundemo – akustisk gitarr

Produktion
- Anne Vindedal – producent, ljudtekniker, ljudmix (spår 4,5)
- Frode André Kristiansen – producent, ljudtekniker, ljudmix (spår 4,5)
- Per Øyvind Borgen – producent, ljudtekniker, ljudmix (spår 1–3)
- Thomas Angell – omslagsdesign, omslagskonst